# البنك الاحتياطي المركزي السلفادوري
البنك الاحتياطي المركزي السلفادوري هو البنك المركزي في السلفادور، الذي يسيطر على سعر العملة وينظم أنشطة اقتصادية معينة داخل السلفادور. كان البنك في الأصل مملوكًا للقطاع الخاص، لكنه خضع لسيطرة الدولة من خلال قانون إعادة تنظيم البنوك المركزية.
ينشط البنك في تطوير سياسة الإدماج المالي وهو عضو في التحالف من أجل التضمين المالي. في عام 2013، قدم البنك التزامًا مشتركًا بإعلان المايا مع سلطة الإشراف على النظام المالي في السلفادور لتنفيذ سلسلة من الإجراءات الملموسة والقابلة للقياس.

## روابط خارجية
- (بالإسبانية) (بالإنجليزية) الموقع الرسمي لبانكو سنترال دي ريزيرفا دي السلفادور